# Cyclodinus constrictus
Cyclodinus constrictus là một loài bọ cánh cứng trong họ Anthicidae. Loài này được Curtis miêu tả khoa học năm 1838.